# Skalpování
Skalpování je název pro vyříznutí či vytržení části lidské pokožky na hlavě i s vlasy. Důvodem tohoto jednání bývá zisk válečné trofeje. Provádělo se nožem oříznutím části kůže na temeni hlavy a následným vyškubnutím tzv. skalpu či skalpové kadeře. Skalpování se vyvinulo nezávisle na sobě jako součást válečné kultury u mnoha kmenů a civilizací Evropy, Asie, Afriky a Ameriky. Někdy šlo o náhražku za braní hlav zabitých nepřátel, neboť skalpy bylo snazší nosit a uchovávat.

## Starý svět
Hérodotos zmiňuje skalpování jako součást válečnictví Skytů. Skytové poraženým nepřátelům uřezávali hlavy a následně z nich strhávali skalpy, které vozili připevněné na sedlech svých koní. Podobně to dělali i Alani. Není vyloučeno, že skalpování provozovaly i některé germánské kmeny, například Vizigóti.
Tzv. Amazonky z Dahomey, což byla africká válečná jednotka sestávající z žen, vystavovaly v roce 1845 asi 700 skalpů odebraných nepřátelům v mnoha různých bitvách.

## Amerika
V 60. a 70. letech 20. století se někteří autoři pokoušeli mezi veřejností rozšířit tvrzení, že skalpování přivezli do Ameriky až evropští kolonisté, což však není pravda. Skalpování bylo součástí válečnictví mnoha kmenů severoamerických Indiánů již před příchodem kolonistů. A nešlo jen o skalpy bojovníků. Například při válkách mezi Póníi a Siouxy bylo naprosto běžné skalpovat i ženy a děti. Důkazy o skalpování při mezikmenových válkách Indiánů pocházejí z mnoha zdrojů, včetně archeologických. Ostatky asi 500 lidí vykopané v Crow Creek v Jižní Dakotě pocházející cca z roku 1350 vykazují prakticky všechny známky skalpování. Zprávy jezuitů, kteří působili mezi kmeny východu Severní Ameriky, mnohokráte zmiňují skalpování při popisů bojů mezi Indiány (například mezi Huróny a Irokézy).
Za koloniálních válek získalo skalpování novou dimenzi. Kolonisté zavedli odměny za skalpy nepřátelských Indiánů, kteří je velmi sužovali svými nájezdy. Například v roce 1703 nabízely úřady kolonie Massachusetts 60 dolarů (tehdy se užívaly španělské dolary) za jeden skalp. V roce 1747 dokonce kolonie New York schválila skalpovací zákon (Scalp Act). Během posledního koloniálního střetu mezi Francií a Británií v letech 1755-1760 se skalpování a odměny za něj ještě více rozmohlo. Za skalpy dospělých mužů byla nabízena přibližně dvakrát vyšší platba než za skalpy žen a dětí.
Skalpování během různých válek pokračovalo až do 19. století, ale postupně ztrácelo na intenzitě. Během americké občanské války některé nepravidelné jednotky (např. útvar Krvavého Billa Andersona) sbíraly skalpy jako trofeje. Indiáni skalp až do 80. let 19. století považovali za cennou válečnou trofej jak během mezikmenových střetů tak i v bojích s bělochy.

## Galerie

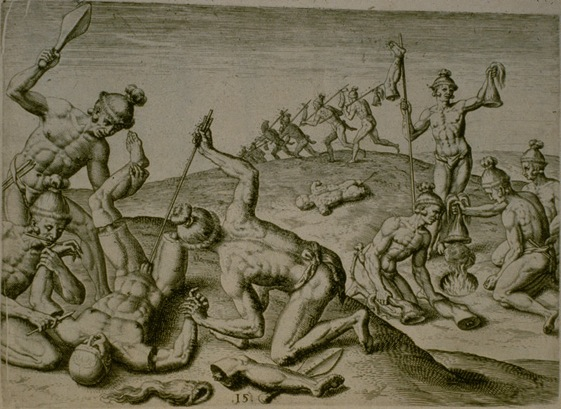
Jeden z prvních obrazových dokumentů o skalpování (16. století)
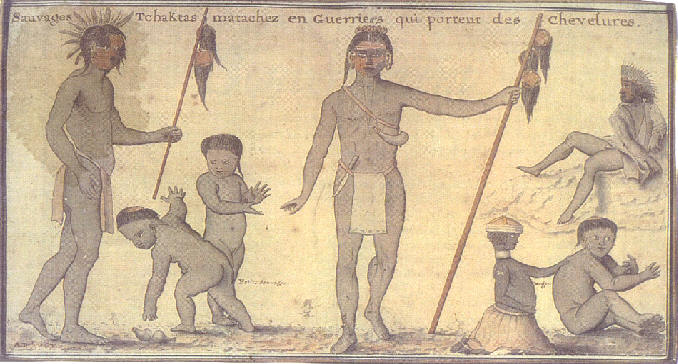
Bojovníci Čoktavů se skalpy (1732)
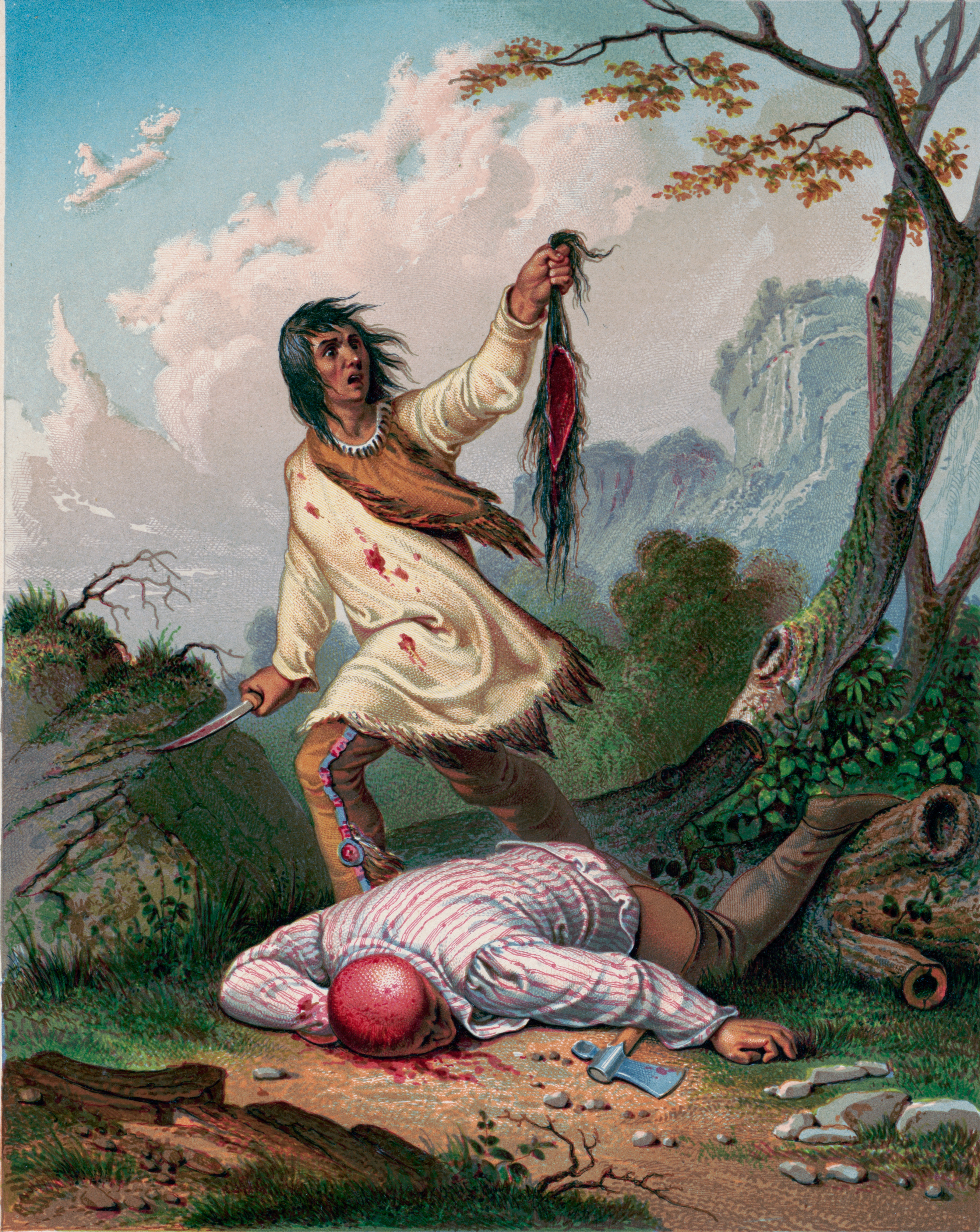
Skalpování na litografii
Zabitý a skalpovaný lovec bizonů
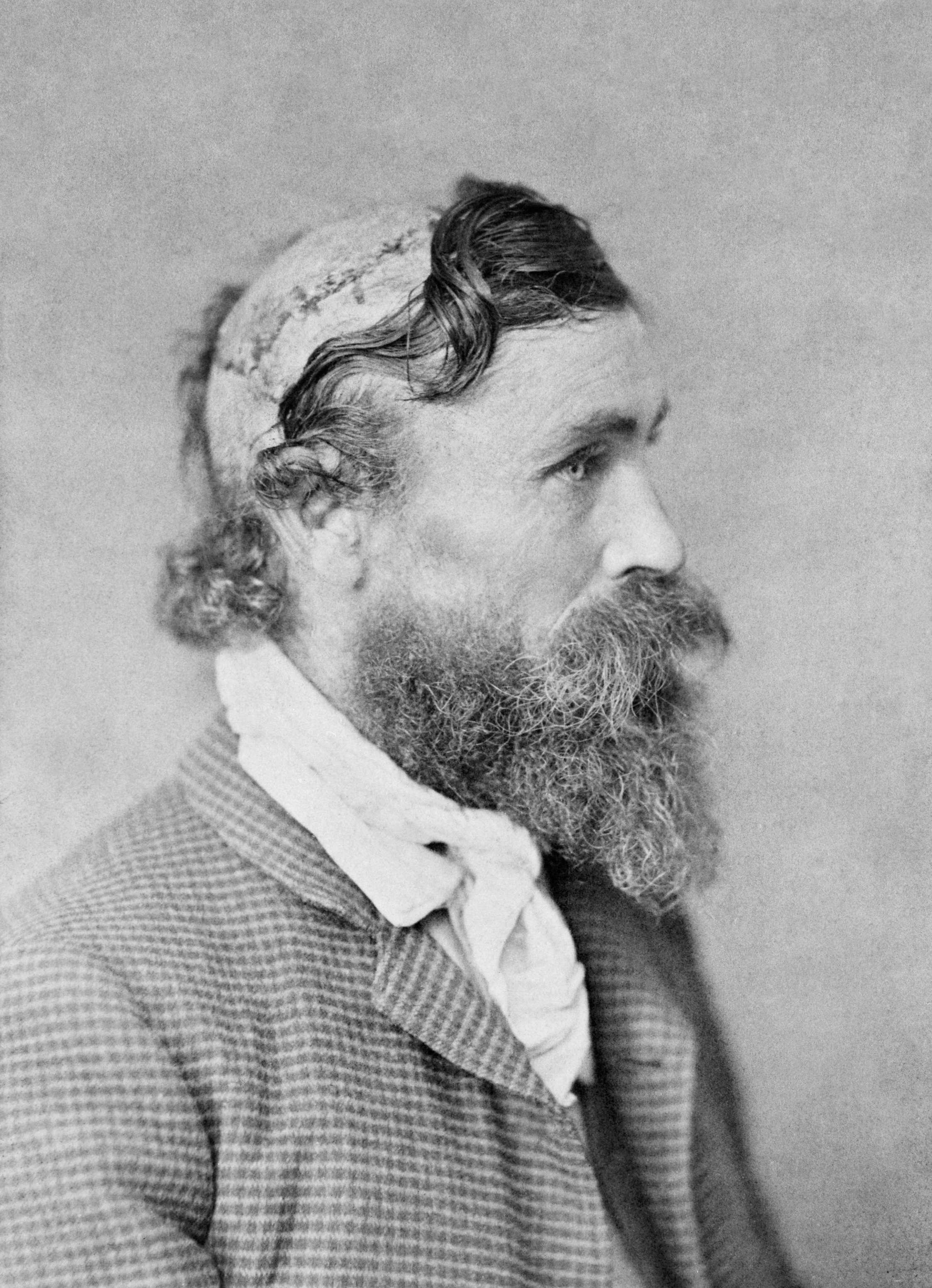
Robert McGee byl skalpován jako dítě.